# Рааг, Ильмар

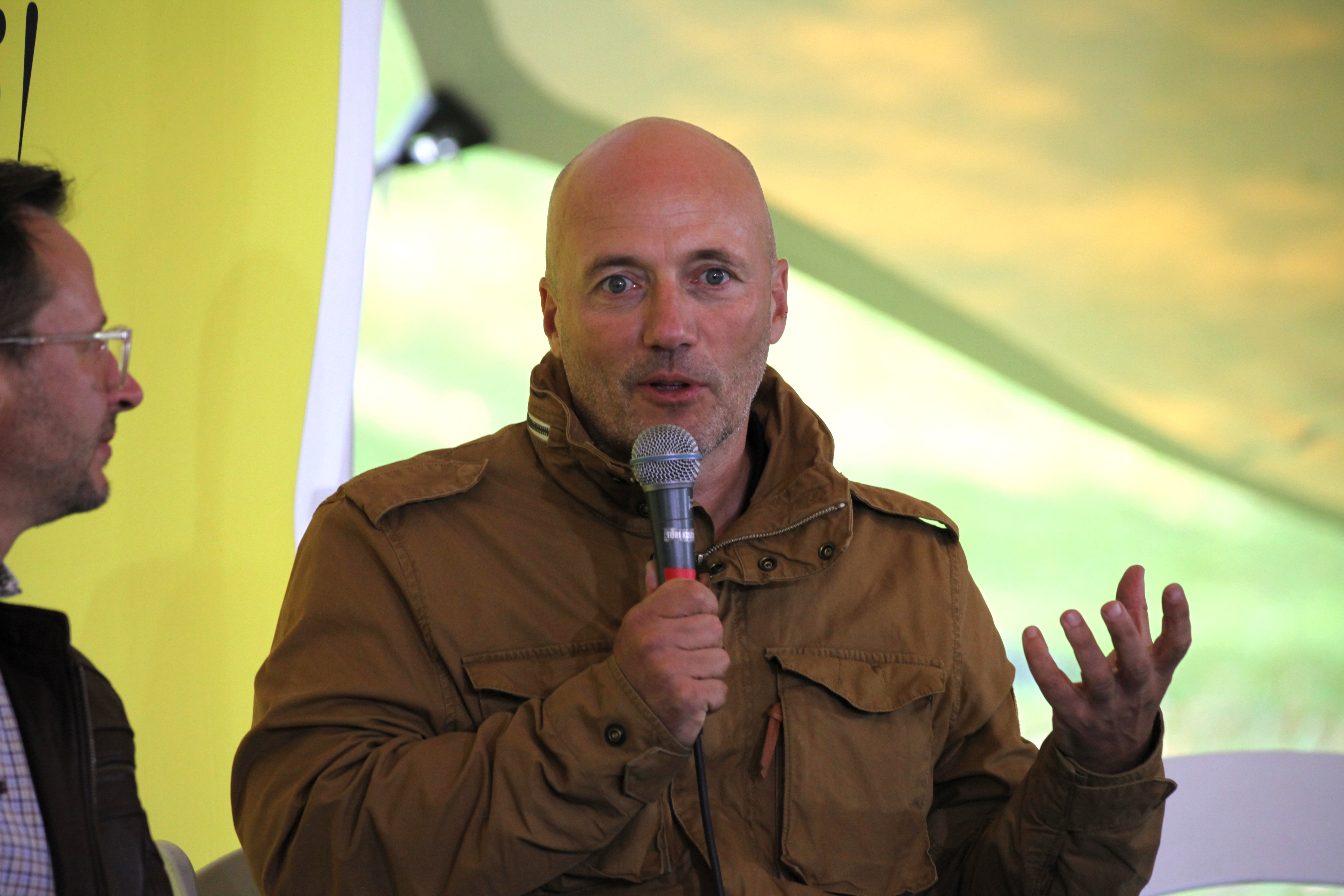
Ильмар Рааг (2021)

Ильмар Рааг (эст. Ilmar Raag; 21 мая 1968, Курессааре) — эстонский кинорежиссёр, сценарист, актёр, продюсер, кинокритик и журналист. Лауреат Национальной премии Эстонии в области культуры (2008).

## Биография
Окончил Тартуский университет по специальности «история искусства». В течение четырёх лет учился киноведению в Париже в школах «Saint Denis» и «La Sorbonne Nouvelle», затем продолжил образование в американском университете Огайо, где получил магистерскую степень. Проходил практику в Лос-Анджелесе, на студии Columbia Pictures в отделе разработки сценариев. Работал корреспондентом газет «Голос народа» (эст. Rahva Hääl) и «Эстонская дневная газета» (эст. Eesti Päevaleht) в Париже, ведущим программы «Фрик» на телеканале ЭТВ, на радио «Куку». В 2001—2005 работал на Эстонском телевидении, сначала руководителем отдела, а впоследствии и директором телеканала. По утверждению издания РБК daily, Рааг выступал за ограничение вещания программ на русском языке. Сам кинематографист это отрицает (он  был одним из инициаторов открытия отдельного телеканала на русском языке в Эстонии) и называет эту информацию клеветнической.
Написал сценарии к фильмам «Проклятие оборотня» и «Я был здесь». В 1998 году снял пародию боевика «Убийство в Тарту», в 2005-м — документально-игровой фильм «Август 1991» о восстановлении независимости Эстонии. В 2007 году выпустил фильм «Класс», который получил более 20 призов и был выдвинут для номинирования от Эстонии на «Оскар» в категории «лучший зарубежный фильм».
В 2015 году Илмар Рааг устроился на работу в Государственную канцелярию Эстонии на два года, где он сначала занимал должность советника по вопросам психологической защиты, но позже эта должность была переименована в советника по стратегическим коммуникациям.. Он публиковал статьи, в которых рассматривал сущность стратегических коммуникаций как значимую деятельность государства или организации, включающую не только слова, но и образы и действия.
После начала российской агрессии против Украины 2022, Илмар Рааг неоднократно высказывался и участвует в нескольких волонтерских проектах в поддержку Украины. Среди этих проектов — "Эстонская сауна для Украины" и "Võidame.ee".

## Фильмография
Режиссёр
- 1998 — Tappev Tartu - студенческая работа
- 2005 — Август 1991 / August 1991 — телефильм о времени восстановления независимости Эстонии
- 2007 — Класс / Klass
- 2010 — Класс: Жизнь после (телесериал) / Klass: elu pärast
- 2012 — Эстонка в Париже / Une Estonienne à Paris
- 2013 — Керту / Kertu
- 2014 — Я не вернусь / Ma ei tule tagasi
- 2022 — Эрик Каменное Сердце / Erik Kivisüda

Сценарист
- 1998 — Tappev Tartu
- 2005 — Август 1991 / August 1991
- 2005 — Libahundi needus
- 2007 — Класс / Klass
- 2008 — Я был здесь / Mina olin siin
- 2010 — Класс: Жизнь после (телесериал) / Klass: elu pärast
- 2012 — Эстонка в Париже / Une Estonienne à Paris
- 2013 — Керту / Kertu

## Награды
- Орден Белой звезды IV степени (6 февраля 2006)[6]
- Кавалер ордена «За заслуги» (9 мая 2007, Франция)[7]
- Кавалер ордена искусств и литературы (7 марта 2012, Франция)[8]
- Национальная премия Эстонии в области культуры (2008)